# Требушовце
Требушовце (слч. Trebušovce) насељено је мјесто са административним статусом сеоске општине (слч. obec) у округу Вељки Кртиш, у Банскобистричком крају, Словачка Република.

## Становништво
| Година:    | 1994. | 2004.   | 2014.   | 2024.    |
| ---------- | ----- | ------- | ------- | -------- |
| Број људи: | 223   | 205     | 195     | 157      |
| Разлика:   |       | -8,07 % | -4,87 % | -19,48 % |

| Година:    | 2023. | 2024.   |
| ---------- | ----- | ------- |
| Број људи: | 159   | 157     |
| Разлика:   |       | -1,25 % |

Према подацима о броју становника из 2011. године насеље је имало 200 становника.